# Spitteler (cràter)
Spitteler és un cràter d'impacte en el planeta Mercuri de 67 km de diàmetre. Porta el nom del poeta suís Carl Spitteler (1845-1924), i el seu nom va ser aprovat per la Unió Astronòmica Internacional el 1976.